# Oh Happy Day (2004)
Oh Happy Day ist eine dänisch-britische Filmkomödie aus dem Jahr 2004.

## Handlung
Hausfrau Hannah hat aus ihrem Talent als Sängerin wenig gemacht und lebt frustriert in einer kriselnden Ehe in der dänischen Provinz. Als ein US-amerikanischer Gospelchor in der Nähe auftritt, beginnt die Kehrtwende ihres Lebens.

## Kritik
- Kinozeit.de: „Oh Happy Day ist eine frische und mitreißende Komödie über den alltäglichen Trott, in dem wir alle stecken, die Macht der Musik und über Talente, die in jedem von uns stecken, sie müssen nur entdeckt und wachgeküsst werden.“[1]
- Prisma.de: „Eine witzige, wenn auch ein wenig vorhersehbare Komödie der dänischen Regisseurin, Schauspielerin und Drehbuchautorin Hella Joof über eine Frau in mittleren Jahren, die ihr Leben endlich in die eigenen Hände nimmt. In der Rolle der Hannah überzeugt Charakterdarstellerin Lotte Andersen.“[2]
- Thomas Schöffner auf artechock.de: „Oh Happy Day versteckt sich nicht hinter Träumen, sondern meint es ernst mit den Menschen. Dazu singt ein erwachsen gewordener Rick Astley im Hintergrund mit tiefer Stimme getragene Pop-Songs. Dass Astley in den 80er Jahren als Weißer mit einer schwarzen Stimme zum Hitparaden-Stürmer wurde, ist ein weiteres der vielen vergnüglichen Details des Films.“[3]